# Le Gué-de-Velluire
Le Gué-de-Velluire è un comune francese di 548 abitanti situato nel dipartimento della Vandea nella regione dei Paesi della Loira.

## Società

### Evoluzione demografica
Abitanti censiti